# Angela Iacobellis
Angela Iacobelis (Roma, 16 de outubro de 1948 — Nápoles, 27 de março de 1961) foi uma adolescente italiana que está sendo considerada santa pela Igreja Católica Romana e venerada como Serva de Deus.

## Vida
Angela nasceu em Roma em 16 de outubro de 1948 e foi batizada em 31 de outubro na Basílica de São Pedro, ainda criança, o sofrimento apareceu em sua vida, uma catarro na clavícula direita, com os respectivos tratamentos e punções pelos médicos por a sonda, a fez sofrer enormemente, reduzindo-a ao extremo da resistência.
Ela recebeu sua primeira comunhão e confirmação em 29 de junho de 1955 em Nápoles, para onde a família se mudara quando Ângela tinha cinco anos, a partir do testemunho de seus pais, de tia Ada e de quem a conhecia, surge a foto de uma menina, que à medida que cresce, aumenta a sua fé e o seu amor a Jesus Eucarístico cada vez mais consciente do grande mistério do Sacramento, abraçava e beijava os seus familiares que regressavam da igreja, onde tinham recebido a Sagrada Comunhão, porque dizia, para ela era como abraçar Jesus.
Rara para a sua idade, tinha um grande equilíbrio espiritual e religioso, lia o Evangelho e preferia a recitação do Santo Rosário; ela dizia: «Devemos dar o primeiro lugar a Deus».
Os destinos obrigatórios das férias de verão eram as basílicas de São Francisco e de Santa Clara de Assis, santos a quem deu particular simpatia, nestes períodos frequentou o convento das Clarissas, permaneceu com as freiras e a abadessa em grande amizade, como evidenciado pelas muitas cartas recebidas da abadessa, cartas que continuaram após sua morte, para dar conforto aos seus pais.
Angela não era uma menina prodígio, mas uma menina muito normal em seus afetos familiares, na escola, com seus companheiros, em jogos, na diversão de sua idade. Aos 11 anos ela desenvolveu uma doença sutil, leucemia, ela ficou muito tempo sem saber a gravidade da doença, mas com calma, otimismo, confortando os outros, aceitou o tratamento e quando percebeu que sua doença, embora fosse curável, não tinha cura, ela não teve impaciente, não ficava nervosa, Ela não desanimava, sem se rebelar ele aceitou conscientemente a vontade de Deus, expressando toda a sua alegria e generosidade na oração e na conversa íntima e simples com o Senhor.
A doença que ia avançando inexoravelmente a afastava aos poucos de todas as coisas de sua idade, a fase final foi dolorosa para sua família, ela passou de um exame clínico a outro, de uma transfusão a outra, uma obstrução intestinal definitivamente complicou o prognóstico.
A administração de oxigênio não melhorou a situação, por volta das dez da manhã de 27 de março de 1961 ela faleceu.

## Causa de beatificação e canonização
Após numerosos relatos de pessoas que, por sua intercessão, afirmam ter recebido graças e favores, a fama de Ângela Iacobellis se espalhou por toda a Itália. Em 11 de junho de 1991, a Santa Sé concedeu o Nihil Obstat para a abertura do processo diocesano a causa de sua beatificação, o Papa João Paulo II a declarou Serva de Deus.
Em 21 de novembro de 1997, o corpo foi transferido da capela da família no cemitério de Nápoles para a Igreja de San Giovanni dei Fiorentini.